# Cheiridium
Cheiridium es un género de arácnido del orden Pseudoscorpionida de la familia Cheiridiidae.

## Especies
Las especies de este género son:
- Cheiridium andinum Vitali-di Castri, 1962
- Cheiridium angustum Beier, 1978
- Cheiridium aokii Sato, 1984
- Cheiridium brasiliense Mahnert, 2001
- Cheiridium capense Beier, 1970
- Cheiridium chamberlini Dumitresco & Orghidan, 1981
- Cheiridium congicum Beier, 1970
- Cheiridium danconai Vitali-di Castri, 1965
- Cheiridium fallax Beier, 1970
- Cheiridium firmum Hoff, 1952
- Cheiridium insperatum Hoff & Clawson, 1952
- Cheiridium insulare Vitali-di Castri, 1984
- Cheiridium itapemirinense (Feio, 1941)
- Cheiridium minor Chamberlin, 1938
- Cheiridium museorum (Leach, 1817)
- Cheiridium nepalense Curcic, 1980
- Cheiridium nubicum Beier, 1962
- Cheiridium perreti Mahnert, 1982
- Cheiridium reyesi Muchmore, 1992
- Cheiridium saharicum Beier, 1965
- Cheiridium simulacrum Chamberlin, 1938
- Cheiridium somalicum Mahnert, 1984
- Cheiridium tumidum Mahnert, 1982
- †Cheiridium hartmanni (Menge, 1854)